# David Meyler
David John Meyler (Cork, 29 mei 1989) is een Iers voormalig voetballer die bij voorkeur als centrale middenvelder speelde. Meyler was in 2019 voor het laatst actief in de League One bij Coventry City, dat hem huurde van Reading. Meyler speelde 26 interlands voor het Iers voetbalelftal.

## Clubcarrière
Meyler begon met voetballen bij de club uit zijn geboortestad, Cork City, en tekende zijn eerste profcontract in 2008. In juli 2008 werd hij verkocht aan Sunderland. Pas op 28 december 2009 mocht hij debuteren in de Premier League tegen Blackburn Rovers.
Hij verruilde in januari 2013 Sunderland voor Hull City, dat hem in de voorgaande twee maanden al huurde. Meyler debuteerde voor zijn nieuwe club op 10 november 2012 tegen Cardiff City in de Championship. Op 8 december 2012 scoorde hij zijn eerste doelpunt voor Hull City tegen Watford. Op 8 januari 2013 zette Meyler zijn handtekening onder een contract tot 2016. Enkele maanden later promoveerde hij met The Tigers naar de Premier League. Op 1 december 2013 maakte hij zijn eerste doelpunt in de Premier League tegen Liverpool. Op 1 maart 2014 raakte hij betrokken in een incident aan de zijlijn met Newcastle United-coach Alan Pardew, die hem een kopstoot gaf. Acht dagen later scoorde hij in de FA Cup tegen zijn voormalige club Sunderland en vierde hij zijn doelpunt op ludieke wijze door een kopstoot te geven aan de cornervlag. Hij stond met Hull City AFC in de finale van de strijd om de FA Cup 2014, die de ploeg van trainer-coach Steve Bruce met 3–2 verloor van Arsenal.
Meyler verhuisde naar Reading in juni 2018, maar zijn contract werd na onderling overleg ontbonden op 31 juli 2019. Een maand later kondigde Meyler op 30-jarige leeftijd zijn voetbalpensioen aan.

## Interlandcarrière
Meyler debuteerde op 11 september 2012 voor Ierland in een vriendschappelijke interland tegen Oman op Craven Cottage. Op 16 oktober 2012 speelde hij zijn eerste officiële interland in de WK-kwalificatiewedstrijd tegen de Faeröer. Met Ierland nam Meyler in juni 2016 deel aan het Europees kampioenschap voetbal 2016 in Frankrijk. Ierland werd in de achtste finale uitgeschakeld door gastland Frankrijk na twee doelpunten van Antoine Griezmann.
| Interlands van David Meyler voor Ierland | Interlands van David Meyler voor Ierland | Interlands van David Meyler voor Ierland | Interlands van David Meyler voor Ierland | Interlands van David Meyler voor Ierland | Interlands van David Meyler voor Ierland |                           |
| №                                        | Datum                                    | Wedstrijd                                | Uitslag                                  | Soort wedstrijd                          | Doelpunten                               |                           |
| Als speler bij Sunderland                | Als speler bij Sunderland                | Als speler bij Sunderland                | Als speler bij Sunderland                | Als speler bij Sunderland                | Als speler bij Sunderland                | Als speler bij Sunderland |
| ---------------------------------------- | ---------------------------------------- | ---------------------------------------- | ---------------------------------------- | ---------------------------------------- | ---------------------------------------- | ------------------------- |
| 1.                                       | 11 september 2012                        | Oman – Ierland                           | 1 – 4                                    | Vriendschappelijk                        |                                          |                           |
| 2.                                       | 16 oktober 2012                          | Faeröer – Ierland                        | 1 – 4                                    | Kwalificatie WK 2014                     |                                          |                           |
| 3.                                       | 14 november 2012                         | Ierland – Griekenland                    | 0 – 1                                    | Vriendschappelijk                        |                                          |                           |
| Als speler bij Hull City                 |                                          |                                          |                                          |                                          |                                          |                           |
| 4.                                       | 11 juni 2013                             | Spanje – Ierland                         | 2 – 0                                    | Vriendschappelijk                        |                                          |                           |
| 5.                                       | 5 maart 2014                             | Ierland – Servië                         | 1 – 2                                    | Vriendschappelijk                        |                                          |                           |
| 6.                                       | 25 mei 2014                              | Ierland – Turkije                        | 1 – 2                                    | Vriendschappelijk                        |                                          |                           |
| 7.                                       | 31 mei 2014                              | Italië – Ierland                         | 0 – 0                                    | Vriendschappelijk                        |                                          |                           |
| 8.                                       | 10 juni 2014                             | Ierland – Portugal                       | 1 – 5                                    | Vriendschappelijk                        |                                          |                           |
| 9.                                       | 3 september 2014                         | Ierland – Oman                           | 2 – 0                                    | Vriendschappelijk                        |                                          |                           |
| 10.                                      | 7 september 2014                         | Georgië – Ierland                        | 1 – 2                                    | Kwalificatie EK 2016                     |                                          |                           |
| 11.                                      | 11 oktober 2014                          | Ierland – Gibraltar                      | 7 – 0                                    | Kwalificatie EK 2016                     |                                          |                           |
| 12.                                      | 14 oktober 2014                          | Duitsland – Ierland                      | 1 – 1                                    | Kwalificatie EK 2016                     |                                          |                           |
| 13.                                      | 18 november 2014                         | Ierland – Verenigde Staten               | 4 – 1                                    | Vriendschappelijk                        |                                          |                           |
| 14.                                      | 8 oktober 2015                           | Ierland – Duitsland                      | 1 – 0                                    | Kwalificatie EK 2016                     |                                          |                           |
| 15.                                      | 25 maart 2016                            | Ierland – Zwitserland                    | 1 – 0                                    | Vriendschappelijk                        |                                          |                           |
| 16.                                      | 31 mei 2016                              | Ierland – Wit-Rusland                    | 1 – 2                                    | Vriendschappelijk                        |                                          |                           |
| 16.                                      | 9 oktober 2016                           | Moldavië – Ierland                       | 1 – 3                                    | Kwalificatie WK 2018                     |                                          |                           |
| 17.                                      | 12 november 2016                         | Oostenrijk – Ierland                     | 0 – 1                                    | Kwalificatie WK 2018                     |                                          |                           |
| 18.                                      | 24 maart 2017                            | Ierland – Wales                          | 0 – 0                                    | Kwalificatie WK 2018                     |                                          |                           |
| 19.                                      | 5 september 2017                         | Ierland – Servië                         | 0 – 1                                    | Kwalificatie WK 2018                     |                                          |                           |
| 20.                                      | 6 oktober 2017                           | Ierland – Moldavië                       | 2 – 0                                    | Kwalificatie WK 2018                     |                                          |                           |
| 21.                                      | 24 maart 2017                            | Wales – Ierland                          | 0 – 1                                    | Kwalificatie WK 2018                     |                                          |                           |
| 22.                                      | 14 november 2017                         | Ierland – Denemarken                     | 1 – 5                                    | Kwalificatie WK 2018                     |                                          |                           |
| 23.                                      | 23 maart 2018                            | Turkije – Ierland                        | 1 – 0                                    | Vriendschappelijk                        |                                          |                           |
| 24.                                      | 28 mei 2018                              | Frankrijk – Ierland                      | 2 – 0                                    | Vriendschappelijk                        |                                          |                           |
| 25.                                      | 11 september 2018                        | Polen – Ierland                          | 1 – 1                                    | Vriendschappelijk                        |                                          |                           |

1 Pandur ·
2 Coyle  ·
3 Giles ·
4 Hughes ·
5 Jones ·
6 McLoughlin ·
7 Millar ·
8 Mehlem ·
9 Bedia ·
11 Sinik ·
12 Pedro ·
14 Vaughan ·
16 Longman ·
17 Burns ·
18 Simons ·
19 Alzate ·
20 Puerta ·
22 Rushworth ·
23 Drameh ·
25 Zambrano ·
26 Smith ·
27 Slater ·
29 Jacob ·
31 Racioppi ·
32 Lo-Tutala ·
33 Belloumi ·
34 Cartwright ·
36 Jarvis ·
40 Foster ·
41 Sellars-Fleming ·
43 Ashbee ·
44 Kamara ·
45 Palmer ·
47 Tinsdale ·
48 Burstow ·
Coach: Walter
1 Westwood ·
2 Coleman ·
3 Clark ·
4 O'Shea ·
5 Keogh ·
6 Whelan ·
7 McGeady ·
8 McCarthy ·
9 Long ·
10 Keane ·
11 McClean ·
12 Duffy ·
13 Hendrick ·
14 Walters ·
15 Christie ·
16 Given ·
17 Ward ·
18 Meyler ·
19 Brady ·
20 Hoolahan ·
21 Murphy ·
22 Quinn ·
23 Randolph ·
Coach: O'Neill